# Interférométrie

Le trajet de la lumière à travers un interféromètre de Michelson. Les deux rayons lumineux avec une source commune se combinent au miroir semi-argenté pour atteindre le détecteur. Ils peuvent interférer de manière constructive (renforcement de l'intensité) si leurs ondes lumineuses arrivent en phase, ou interférer de manière destructive (affaiblissement de l'intensité) s'ils arrivent en déphasage, en fonction des distances exactes entre les trois miroirs.

L'interférométrie est une famille de techniques dans lesquelles des ondes, généralement des ondes électromagnétiques, se superposent, provoquant le phénomène d'interférence afin d'extraire des informations. L'interférométrie est une technique d'investigation importante dans les domaines suivants: astronomie, fibre optique, métrologie, métrologie optique, océanographie, séismologie, spectroscopie (et ses applications en chimie), mécanique quantique, physique nucléaire et des particules, physique des plasmas, télédétection, interactions biomoléculaires, profilage de surface, microfluidique, mesure de contrainte / déformation mécanique, vélocimétrie et optométrie.
Les interféromètres sont largement utilisés dans la science et l'industrie pour mesurer les petits déplacements, les changements d'indice de réfraction et les irrégularités de surface. Dans un interféromètre, la lumière provenant d'une source unique est divisée en deux faisceaux qui parcourent différents trajets optiques, puis sont combinés de nouveau pour produire une interférence. Les franges d'interférence résultantes donnent des informations sur la différence de longueur du chemin optique. En science analytique, les interféromètres sont utilisés pour mesurer les longueurs et la forme des composants optiques avec une précision nanométrique; ils sont les instruments de mesure de longueur de précision la plus élevée existant. En spectroscopie à transformée de Fourier, ils sont utilisés pour analyser la lumière contenant des caractéristiques d'absorption ou d'émission associées à une substance ou un mélange. Un interféromètre astronomique se compose de deux ou plusieurs télescopes distincts qui combinent leurs signaux, offrant une résolution équivalente à celle d'un télescope de diamètre égal à la plus grande séparation entre ses éléments individuels.

## Principes de base
L'interférométrie utilise le principe de la superposition pour combiner les ondes de telle sorte que le résultat de leur combinaison ait une propriété significative qui soit le diagnostic de l'état original des ondes. Cela fonctionne parce que lorsque deux ondes de même fréquence se combinent, le diagramme d'intensité résultant est déterminé par la différence de phase entre les deux ondes: les ondes en phase subissent une interférence constructive tandis que les ondes déphasées subissent une interférence destructive. Les ondes qui ne sont pas complètement en phase ou complètement déphasées auront un diagramme d'intensité intermédiaire, qui peut être utilisé pour déterminer leur différence de phase relative. La plupart des interféromètres utilisent la lumière ou une autre forme d'onde électromagnétique.
Typiquement, un seul faisceau entrant de lumière cohérente sera divisé en deux faisceaux identiques par un séparateur de faisceau (un miroir partiellement réfléchissant). Chacun de ces faisceaux se déplace sur une route différente, appelée chemin, et ils sont recombinés avant d'arriver à un détecteur. La différence de marche, la différence de distance parcourue par chaque faisceau, crée une différence de phase entre eux. C'est cette différence de phase introduite qui crée le modèle d'interférence entre les ondes initialement identiques. Si un seul faisceau a été divisé le long de deux chemins, alors la différence de phase est le diagnostic de tout ce qui change la phase le long des chemins. Cela pourrait être un changement physique de la longueur du trajet lui-même ou un changement de l'indice de réfraction le long du trajet.

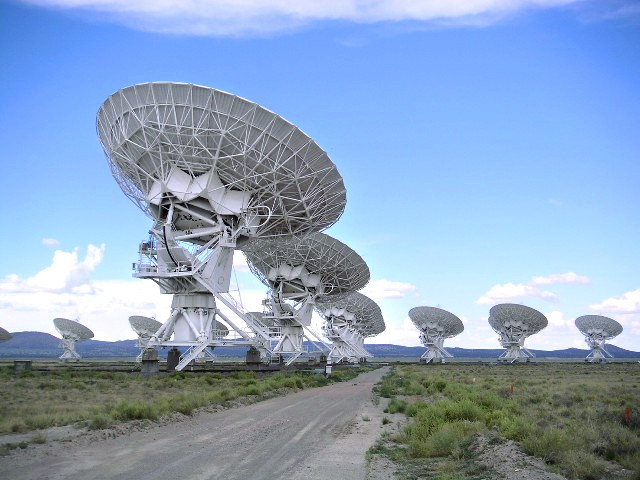
Interférométrie sur le site du Very Large Array (Nouveau-Mexique).

## Exemples d'applications
L'interférométrie est utilisée en astronomie aussi bien avec des télescopes optiques qu'avec des radiotélescopes. Son avantage est de permettre une résolution équivalente à celle d'un miroir (ou radiotélescope) de diamètre équivalent à l'écart entre les instruments combinés. Le contraste des franges permet ensuite d'obtenir une information sur la taille de l'objet observé ou sur la séparation angulaire entre deux objets observés (par exemple, un système étoile - planète). Cette méthode fut d'abord décrite par Hippolyte Fizeau vers 1850, puis mise en œuvre par Albert Michelson et Francis Pease en 1920 avant d'être développée par Antoine Labeyrie dans les années 1970.
On utilise couramment des interféromètres en recherche dans de nombreux autres domaines de la physique. Par exemple, des interféromètres de Michelson ont permis de réaliser l'expérience d'interférométrie de Michelson et Morley qui a montré que la vitesse de la lumière est isotrope dans tout référentiel inertiel et rendu inutile l'hypothèse de l'éther. Des tentatives de détecter les ondes gravitationnelles (comme le projet VIRGO) l'utilisent également.
Les mesures effectuées avec des interféromètres dépendent souvent de la longueur d'onde. On s'en sert donc en spectrométrie pour déterminer le spectre lumineux de différentes sources de lumière.
L'interférométrie est aussi utilisée pour estimer la qualité des optiques. En effet dans certaines applications, les optiques utilisées ne doivent pas avoir de « défauts » (c'est-à-dire : pas de rayures, de bosses…). Ainsi, grâce à l'obtention d'une figure d'interférence, il est possible de détecter les défauts d'un verre pour les corriger.
Des interféromètres sont utilisés dans la formation scientifique dans le domaine de l'optique.
En lecture optique, un faisceau laser est focalisé sur une piste composée de plats et de creux de quelques nanomètres de profondeur. Lorsqu'il y a changement de profondeur, une interférence destructive est observée par un capteur optique, l'information "1" est codée.
L'interférométrie est également utilisée dans le domaine de l'acoustique sous-marine : il existe des sonars par interférométrie.

## Quelques interféromètres

### Interféromètres à division du front d'onde
On parle d'interféromètre à division du front d'onde lorsque les ondes interférant entre elles proviennent de différents points de l'onde.
La plus simple façon de réaliser des interférences est d'utiliser des fentes de Young qui sont simplement deux fentes côte-à-côte. Elles permettent de diviser le faisceau de lumière en deux, pour les faire ensuite interférer (un exemple d'image obtenue est donné ci-contre). D'autres dispositifs comme les miroirs de Fresnel ou le miroir de Lloyd peuvent être utilisés pour créer par réflexion des interférences à partir d'une source ponctuelle unique.
Un réseau optique est constitué d'une série de fentes ou de réflecteurs. Il est donc, en quelque sorte, une généralisation des fentes de Young, car le faisceau de lumière est divisé en de nombreuses parties qui interfèrent entre elles. On considère toutefois rarement qu'il constitue à lui seul un interféromètre, mais on peut s'en servir dans des appareils tels que le goniomètre.

### Interféromètres à division d'amplitude

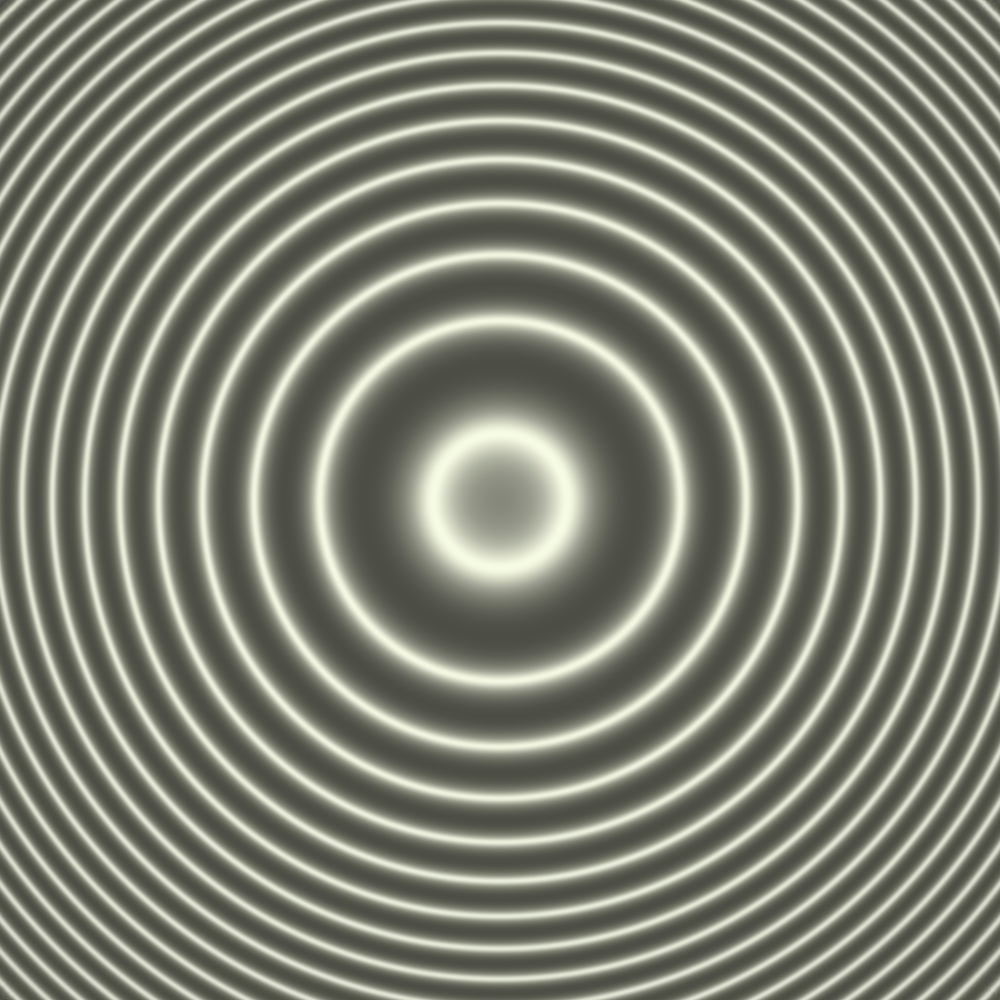
Figure d'interférences obtenue avec un interféromètre de Fabry-Pérot.

On parle d'interféromètre à division d'amplitude lorsque les ondes interférant entre elles proviennent de la division en plusieurs faisceaux de l'amplitude de l'onde sur toute sa surface. Ces interféromètres sont souvent de meilleure qualité, et sont donc utilisés dans les mesures d'optique de précision.
Le principe d'un Interféromètre de Michelson est de diviser le faisceau de lumière incidente en deux, puis de déphaser un faisceau par rapport à l'autre, et enfin de les faire interférer : il s'agit d'interférences à deux ondes.
L'Interféromètre de Mach-Zehnder et l'interféromètre de Sagnac fonctionnent sur le même principe que le précédent, mais leur conception est différente.
L'interféromètre de Fizeau fait interférer les réflexions de deux surfaces optiques placées en vis-à-vis, afin par exemple de contrôler leur qualité.
Un interféromètre de Fabry-Perot est constitué de deux lames à faces parallèles entre lesquelles la lumière effectue des aller-retour, et les faibles fractions qui en ressortent à chaque aller-retour interfèrent entre elles : il s'agit d'interférences à ondes multiples.
Un autre interféromètre à ondes multiples est celui de Gires-Tournois, constitué d'une seule lame aux faces parallèles particulièrement réfléchissantes, l'une étant traitée pour qu'elle le soit quasi-parfaitement. Un faisceau lumineux parvenant par la face opposée à cette dernière est encore divisé, par réfractions et réflexions successives, en un ensemble d'ondes, dont l'interférence peut être observée du côté éclairé.
Le prisme de Wollaston peut être utilisé pour réaliser une interférométrie.

## Interféromètres pour l'astronomie dans le monde

### Interféromètres radio
- le radiohéliographe de Nançay (Cher, France), destiné à l'observation de la couronne solaire, en ondes radio-métrique (CNRS, Observatoire de Paris/Meudon et ENS)
- le Northern Extended Millimeter Array (NOEMA) (Alpes, France), observant en ondes millimétriques, principalement autour de 115 et 230 GHz (IRAM)
- le VLA aux États-Unis, près de Socorro
- l'ATCA en Australie
- Allen Telescope Array (ATA), parc national volcanique de Lassen, É.-U.
- l'Atacama Large Millimeter Array (ALMA), au Chili, dans les domaines millimétrique et submillimétrique

### Interféromètres à ondes gravitationnelles
- Interféromètre VIRGO
- LIGO

### Interféromètres optiques
Voir l'article : interféromètre optique à longue base
| nom                                                              | localisation           | N | B m | λ (µm)            |
| ---------------------------------------------------------------- | ---------------------- | - | --- | ----------------- |
| Infrared Spatial Interferometer (ISI)                            | Mont Wilson, É.-U.     | 3 | 30  | 10                |
| Cambridge Optical Aperture Synthesis Telescope (COAST)           | Cambridge, Royaume-Uni | 5 | 65  | 0,40–0,95 1,2-1,8 |
| Sydney University Stellar Interferometer (en) (SUSI)             | Narrabri, Australie    | 2 | 640 | 0,40–0,9          |
| Navy Prototype Optical Interferometer (NPOI)                     | Anderson Mesa, É.-U.   | 6 | 435 | 0,45–0,85         |
| Mitaka optical-Infrared Array (MIRA-I)                           | Tokyo, Japon           | 2 | 4   | 0,8               |
| Center for High Angular Resolution Astronomy Array (CHARA-Array) | Mont Wilson, É.-U.     | 6 | 350 | 0,45–2,4          |
| Very Large Telescope Interferometer (VLTI)                       | Cerro Paranal, Chili   | 4 | 200 | 1,2–13            |
| Large Binocular Telescope (LBT)                                  | Mont Graham, É.-U.     | 2 | 23  | 0,4–400           |

## Interférométrie en télédétection
Le terme interférométrie, en télédétection active (imagerie à partir d'un radar), désigne la technique ou les méthodes utilisant au moins deux images complexes d'un radar à synthèse d'ouverture (RSO) (SAR ou Synthetic Aperture Radar en anglais), afin d'obtenir des informations supplémentaires sur les objets présents dans une seule image RSO, en exploitant l'information contenue dans la phase du signal RSO.
Cette technique trouve des applications directes en géophysique grâce à sa capacité de déceler des déplacements d'ordre centimétrique.
L'interférométrie est aussi utilisée en télédétection passive (radiométrie). Le radiomètre MIRAS (Microwave Imaging Radiometer with Aperture Synthesis), embarqué à bord du satellite SMOS, permet de mesurer l'humidité des sols et la salinité de surface des océans dans la bande L selon ce principe.